# The Swinging Star
《The Swinging Star》（星光燦爛）為日本音樂團體DREAMS COME TRUE發行的第五張原創專輯。

## 說明
- 距離上一張專輯約一年左右發行。
- DREAMS COME TRUE至目前為止銷售量最高的作品，根據日本SONY統計1993年1月20日的出貨量超過302萬張[1]，是日本第一張銷售量超過300萬的專輯，刷新了當時日本的專輯最高銷量紀錄。
- 1994年六月時的統計，累計銷售達到370萬張(Epic/Sony Records統計)[2]。
- 日本音樂史上，專輯銷售量第17名。(公信榜統計，322.6萬張[3])
- 同時舉行了以本專輯題名為名的演唱會。

## 收錄曲目
1. The Swinging Star
  - 作曲・編曲：中村正人
  - 旋律使用了前一張專輯中收錄的「銀河への船」（航向銀河的船）。
2. あの夏の花火（那年夏天的煙火）
  - 作詞：吉田美和、作曲：中村正人・西川隆宏、編曲：中村正人
  - 西川隆宏第一次參與作曲的作品。
3. DA DIDDLY DEET DEE
  - 作詞・作曲：吉田美和、編曲：中村正人
4. SAYONARA（Extended Version）
  - 作詞：吉田美和、作曲・編曲：中村正人
  - 第12張單曲「晴れたらいいね(放晴真好)」的B面曲。
  - 與單曲版本比起來，間奏部分較長。
5. 行きたいのはMOUNTAIN MOUNTAIN（想去MOUNTAIN MOUNTAIN）
  - 作詞：吉田美和、作曲：吉田美和・中村正人、編曲：中村正人
6. 眼鏡越しの空（透過眼鏡的天空）
  - 作詞・作曲：吉田美和、編曲：中村正人
7. 決戦は金曜日（Version of "THE DYNAMITES"）
（決戰星期五）（Version of "THE DYNAMITES"）
  - 作詞：吉田美和、作曲・編曲：中村正人
  - 第十一張單曲的A面曲。
  - 收錄的是尾奏較單曲版本更長的版本。
8. 涙とたたかってる（與淚搏鬥）
  - 作詞：吉田美和、作曲：吉田美和・中村正人、編曲：中村正人
9. HIDE AND SEEK
  - 作詞：吉田美和、作曲・編曲：中村正人
10. 太陽が見てる（太陽在看）
  - 作詞：吉田美和、作曲・編曲：中村正人
  - 第十一張單曲「決戰星期五/太陽在看」的B面曲。
11. SWEET SWEET SWEET
  - 作詞：吉田美和、作曲・編曲：中村正人
  - 再製作的樂曲。原曲為中村擔任配樂，1992年11月21日發售的Mega Drive遊戲「音速小子2」的主題曲，進行了填詞而收錄與此。之後2006年12月21日發售的，PLAYSTATION 3與Xbox 360「音速小子 2006」，同樣使用了此曲作為主題曲，因此重新編曲，名為「SWEET SWEET SWEET -06 AKON MIX-」並收錄於第三十九張單曲「もしも雪なら／今日だけは」當中。
12. 晴れたらいいね（放晴真好）
  - 作詞・作曲：吉田美和、編曲：中村正人
  - 第十二張單曲。
  - 比起單曲收錄的版本，結束樂曲的時間較晚。